# Roszniów
Roszniów (hist. Rożniów, ukr. Рошнів) – wieś na zachodniej Ukrainie, w obwodzie iwanofrankiwskim, w rejonie tyśmienickim. 

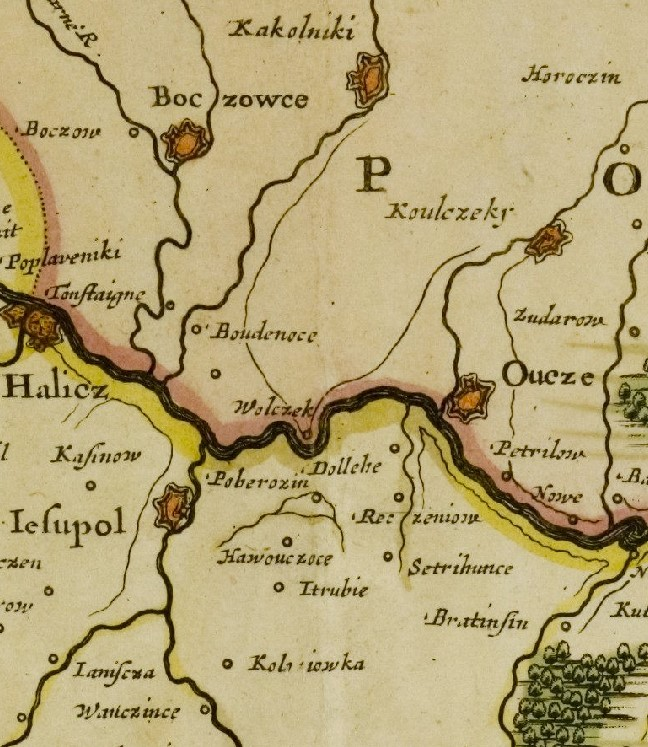
Roszniów (Roczeniow) 1670

Przez wschodnią część wsi przepływa potok Korosilna (ukr. Коростільна),  prawobrzeżny dopływ Dniestru. W dolinie potoku lezą zabudowania.

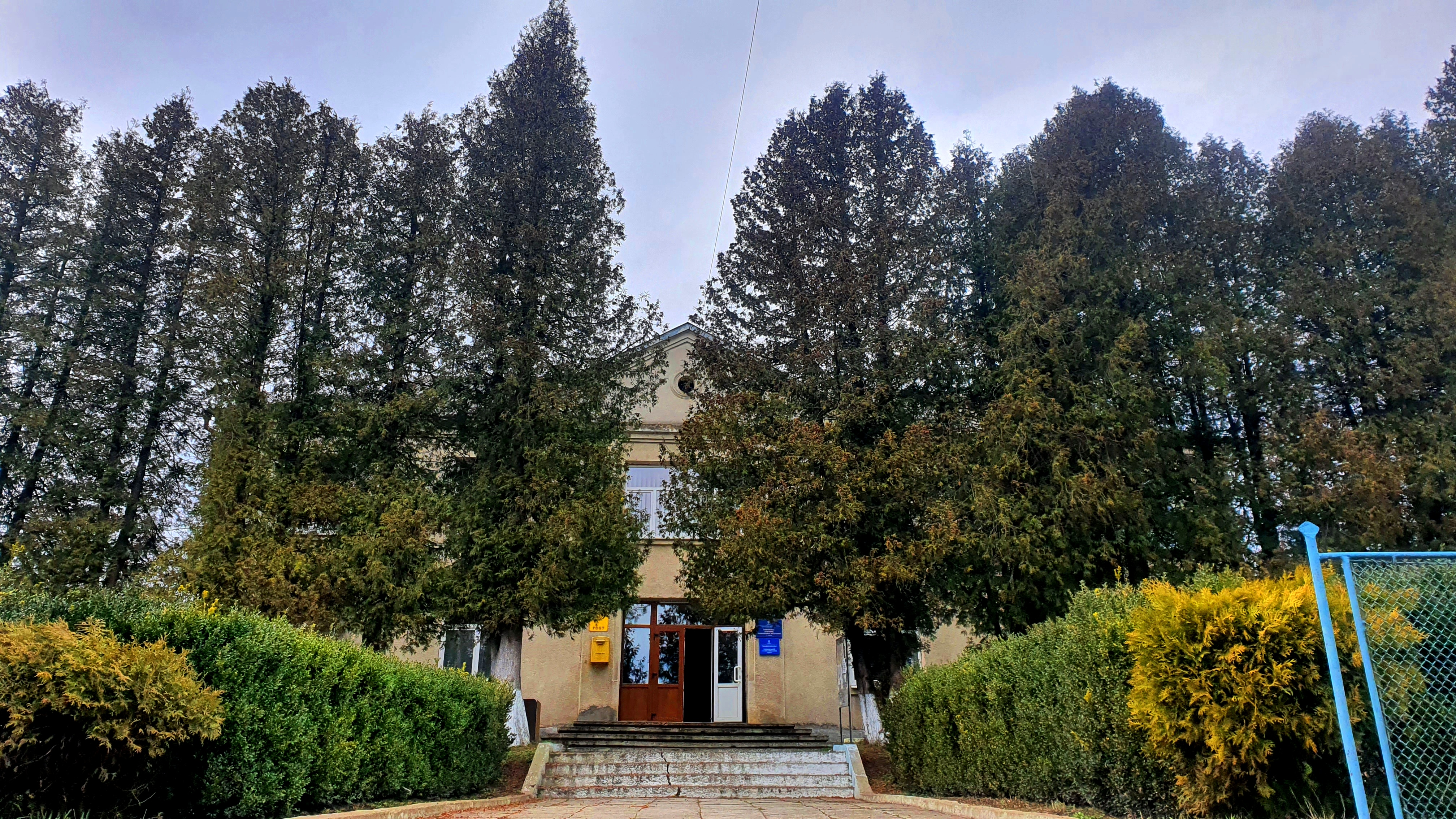
Roszniów poczta

W okresie Korony Królestwa Polskiego wieś leżała w prowincji małopolskiej, województwie ruskim, w ziemi halickiej, w powiecie halickim. W 1440 właścicielem wsi był Wirzbięta Puszka, a następnie w 1506 Piotr Rożniewski. 
W czasach Królestwa Galicji i Lodomerii wieś należała do klucza marjampolskiego księżnej Anny Jabłonowskiej. 
W II Rzeczypospolitej miejscowość była siedzibą gminy wiejskiej Roszniów w powiecie tłumackim województwa stanisławowskiego.
Po II wojnie światowej obszar gminy został odłączony od Polski i włączony do Ukraińskiej SRR.
Wieś liczy 929 mieszkańców.